# MKS Muszyna
MKS Muszyna (polska: Małopolski Klub Siatkówki Muszyna) var en volleybollklubb (damer) från Muszyna, Polen. 
Klubben grundades 1982. Efter en knagglig början tog de sig från mitten av 1990-talet och framåt upp genom seriesystemet. De debuterade i högsta ligan 2003. Klubben blev polska mästare fyra gånger (2005–2006, 2007–2008, 2008–2009 och 2010–2011), vann polska cupen en gång (2010-2011) och polska supercupen två gånger (2009 och 2011). De vann dessutom på Europa-nivå CEV Cup 2012-2013. Klubben upplöstes efter säsongen 2017-2018 då dess sponsorer drog sig ur. 
Under åren bytte klubben namn flera gånger:
- 1982: Poprad Muszyna
- 1985: Interschool Sports Club (MKS) Kurier Muszyna
- 2000: MKS Muszynianka Muszyna
- 2005: MKS Muszynianka-Fakro Muszyna
- 2009: Bank BPS Muszynianka Fakro Muszyna
- 2013: Polski Cukier Muszynianka Fakro Bank BPS
- 2014: Polska Sugar Muszynianka Muszyna
- 2018: MKS Muszynianka Muszyna